# Truls Möregårdh
Truls Carl Eric Möregårdh (Hovmantorp, 16 de noviembre de 2002) es un deportista sueco que compite en tenis de mesa.
Participó en los Juegos Olímpicos de París 2024, obteniendo dos medallas de plata, individual y por equipo.
Ganó tres medallas en el Campeonato Mundial de Tenis de Mesa entre los años 2018 y 2025, y cinco medallas en el Campeonato Europeo de Tenis de Mesa entre los años 2019 y 2024.
En los Juegos Europeos de Cracovia 2023 consiguió una medalla de plata en la prueba de equipo.

## Palmarés internacional
| Juegos Olímpicos   | Juegos Olímpicos         | Juegos Olímpicos  | Juegos Olímpicos |
| Año                | Lugar                    | Medalla           | Prueba           |
| ------------------ | ------------------------ | ----------------- | ---------------- |
| 2024               | París (Francia)          | Medalla de plata  | Individual       |
| 2024               | París (Francia)          | Medalla de plata  | Equipo           |
| Campeonato Mundial |                          |                   |                  |
| Año                | Lugar                    | Medalla           | Prueba           |
| 2018               | Halmstad (Suecia)        | Medalla de bronce | Equipo           |
| 2021               | Houston (Estados Unidos) | Medalla de plata  | Individual       |
| 2025               | Doha (Catar)             | Medalla de bronce | Individual       |
| Juegos Europeos    |                          |                   |                  |
| Año                | Lugar                    | Medalla           | Prueba           |
| 2023               | Cracovia (Polonia)       | Medalla de plata  | Equipo           |
| Campeonato Europeo |                          |                   |                  |
| Año                | Lugar                    | Medalla           | Prueba           |
| 2019               | Nantes (Francia)         | Medalla de bronce | Equipo           |
| 2021               | Cluj-Napoca (Rumania)    | Medalla de bronce | Equipo           |
| 2023               | Malmö (Suecia)           | Medalla de oro    | Equipo           |
| 2024               | Linz (Austria)           | Medalla de plata  | Dobles           |
| 2024               | Linz (Austria)           | Medalla de bronce | Individual       |